# Winthemia pollinosa
Winthemia pollinosa là một loài ruồi trong họ Tachinidae.